# Kiatak
77°22′N 71°55′V / 77.367°N 71.917°V
Kiatak (dansk: Northumberland Ø, også kendt som Klatak) er en ø i Avannaata Kommune nordvest på Grønland. 
Øen er ikke beboet, og er ca. 330 km2 stor. I strædet mellem denne ø og Qeqertarsuaq kan man se f.eks. hvalrosser.  

## Links
- Historiske billeder fra Kiatak Arkiveret 20. januar 2005 hos  Wayback Machine